# اختلال شخصیت سادیسمی
اختلال شخصیت سادیسمی یا اختلال شخصیت(دِگَرآزارانه)  یک اختلال شخصیت شامل سادیسم آ است که در ضمیمه راهنمای تشخیصی و آماری اختلال‌های روانی (DSM-III-R) آمده‌است. در نسخه‌های بعد (DSM-IV , DSM-IV-TR و DSM-5) این اختلال حذف شده‌است.
واژه‌های سادیسم و سادیست از نام مارکی دو ساد برگرفته شده‌اند.

## بازشناسی
سادیسم شامل لذت‌بردن از درد کشیدن و رنج دیگران است. نظریه فرایند مخالف روشی را توضیح می‌دهد که در آن افراد نه تنها رفتارهای سادیسمی از خود بروز می‌دهند، بلکه از انجام آن نیز لذت می‌برند. افرادی که شخصیت سادیسمی دارند تمایل به بروز پرخاشگری مکرر و رفتار بی‌رحمانه دارند. سادیسم همچنین می‌تواند شامل قساوت عاطفی، دستکاری روان‌شناختی هدفمند دیگران با استفاده از ترس و مشغولیت ذهنی با خشونت باشد.
تئودور میلون ادعا کرد که چهار زیرگروه سادیسم وجود دارد که وی آنها را سادیسم تقویت‌کننده، سادیسم انفجاری، سادیسم بزدلانه و سادیسم استبدادی نام‌گذاری کرد.
| زیرگروه           | شرح                                    | ویژگی‌های شخصیتی |
| ----------------- | -------------------------------------- | --- |
| سادیسم بزدلانه    | شامل ویژگی‌های اجتنابی                  | ناامن، ساختگی و ترسو است. تسلط سمی و ظلمانه و ستمکارانه دارد. نگرش ضدهراسی او از همین ناشی می‌شود. ضعف وی با حمایت گروه خنثی می‌شود. به راحتی اقدام به کلاهبرداری عمومی کرده و سپس با گزینش یک سپر بلا برای انداختن تقصیرها به گردن او، خود را می‌رهاند. |
| سادیسم استبدادی   | شامل ویژگی‌های منفی‌گرایی                | با تهدید و وحشیگری دیگران را وادار می‌کند که آنها را به تحت قدرت و تسلیم خود درآورد. از نظر کلامی، برش و کوبندگی دارد و اتهام‌زننده و مخرب سخن می‌گوید؛ عمداً مطمئنانه، توهین آمیز، غیرانسانی و نامهربانانه سخن می‌گوید.                                   |
| سادیسم تقویت‌کننده | شامل ویژگی‌های اختلال شخصیت وسواسی جبری | خصومت با «منافع عمومی»، پلیس، مدیران «ریاست‌طلب»، بالادستی‌ها، قضات دارد. خود را دارای «حق» بی رحمی، عدم افسوس خوردن، درشت‌گویی و وحشی بودن می‌داند. وظیفه خود را جستجوی قانون‌شکنان و کنترل و مجازات آنان می‌داند.                                         |
| سادیسم انفجاری    | شامل ویژگی‌های اختلال شخصیت مرزی        | طغیان و خشم غیرقابل پیش‌بینی و غیرقابل کنترل و حملات ترسناک از خود نشان می‌دهد. احساس تحقیرشدگی فروخورده خود را رهاسازی می‌کند و متعاقباً از این کار احساس قدرت‌مندی می‌کند.                                                                                |

## هم‌بودی با دیگر اختلال‌های شخصیتی
مشخص شده‌است که اختلال شخصیت سادیسمی غالباً به همراه دیگر اختلال‌های شخصیتی رخ می‌دهد. همچنین مطالعات نشان داده‌است که اختلال شخصیت سادیسمی نوعی اختلال شخصیت با بالاترین سطح هم‌بودی با انواع دیگر اختلال‌های روان‌شناختی است. جالب این‌که، سادیسم همچنین در بیمارانی یافت شده‌است که هیچ نوع از اشکال دیگری از اختلال‌های روانپریشی را نشان نمی‌دهند. یک اختلال شخصیتی که اغلب در کنار اختلال شخصیت سادیسمی دیده می‌شود، اختلال سلوک است که بیش‌تر در کودکان و نوجوانان مشاهده می‌شود. پژوهش‌ها نشان داده‌است که انواع دیگر بیماری‌ها، مانند الکلیسم هم‌بودی بالایی با اختلال شخصیت سادیسمی دارند.
پژوهش‌گران به دلیل سطح بالای هم‌بودی اختلال شخصیتی سادیسمی با دیگر اختلال‌ها، در تشخیص آن از سایر اشکال اختلال‌های شخصیتی تا حدی مشکل داشتند.

## حذف از دی‌اس‌ام
نظریه‌پردازان و پزشکان متعددی اختلال شخصیت سادیسمی را در سال ۱۹۸۷ به دی‌اس‌ام وارد کردند و این اختلال در DSM-III-R به عنوان راهی برای آسانیِ مطالعه و تحقیقات بالینی بیشتر هدفمند قرار گرفت. پیشنهاد شد این اختلال در بزرگسالانی که دارای ویژگی‌های شخصیتی سادیسمی بودند اما به آنها برچسب گذاری نشده بود، در دی‌اس‌ام گنجانده شوند؛ چراکه قربانیان آنها با یک اختلال شخصیت ضد خود برچسب گذاری شده‌بودند. نظریه‌پردازانی مانند تئودور میلون می‌خواستند مطالعه بیشتری در مورد اختلال شخصیت سادیسمی انجام دهند و بنابراین آن را به گروه کاری اختلال شخصیت DSM-IV پیشنهاد دادند که آن را رد کرد. میلون می‌نویسد که «شخصیت سوءاستفاده‌گر جسمی و سادیسمی غالباً مرد هستند و فرض بر این است که هرگونه تشخیص ممکن است تأثیر متناقض رفتار بی‌رحمانه قانونی و معذورانه از سوی آن‌ها داشته باشد.»

## سادیسم غیربالینی در روان‌شناسی شخصیت
به‌تازگی علاقه به مطالعه سادیسم به عنوان یک ویژگی شخصیتی به وجود آمده‌است. سادیسم با روان‌پریشی بالینی، خودشیفتگی و ماکیاولیسم پیوند می‌یابد و یکی از «صفات تیره شخصیتی» است.